# Política de Turquía
La Constitución turca y la mayoría de los partidos políticos basan su ideología política en los siguientes principios:
- Laicismo
- Modernización
- Nacionalismo turco

Otras ideas políticas que también han influido son:
- Conservadurismo
- Panturquismo
- Separatismo kurdo
- Socialismo
- Comunismo

La política de Turquía tiene lugar en el marco de una república presidencial tal como se define en la Constitución de Turquía. El presidente de Turquía es tanto el jefe de Estado como el jefe de Gobierno.
Hasta 2019, según el anterior régimen constitucional, el presidente y el primer ministro se dividían las funciones y el poder ejecutivo entre sí, pero de acuerdo con la aprobación del parlamento turco del adelanto de las elecciones presidenciales de ese año, desde 2018, Turquía dejó de ser un régimen parlamentario y pasó a ser un régimen presidencial, de acuerdo al referendo constitucional de 2017, por lo que la figura del primer ministro ha sido suprimida y es el presidente el que concentra todo el poder en el ejecutivo.
Turquía elige a nivel nacional al presidente y una legislatura. La Asamblea Nacional de Turquía tiene 600 miembros, elegidos para una legislatura de unos cinco años por una representación proporcional equilibrada con la barrera del 10% del total de los votos. El presidente (Cumhurbaşkan) es elegido para una legislatura de cinco años por la voluntad popular. El país tiene un sistema multipartidista.

## Rama ejecutiva
Turquía es una república presidencialista y la constitución dispone que es un Estado democrático, laico, social y de derecho. Su constitución fue adoptada el 7 de noviembre de 1982, después de un período de gobierno militar, y está basada en los principios del laicismo kemalista.
El presidente Recep Tayyip Erdoğan del Partido de la Justicia y el Desarrollo (AKP), fue elegido el elecciones de 2018.

## Poder Legislativo
La Asamblea Nacional de Turquía (Türkiye Büyük Millet Meclisi), que representa 81 provincias y es elegido con los votos de los ciudadanos turcos mayores de 18 años. Según la cláusula de barrera, para tener representación en el Parlamento, un partido político debe obtener, al menos, el 10% del total de votos en las elecciones parlamentarias nacionales. Los candidatos independientes pueden participar y ser elegidos, y para ello solo deben obtener el 10% de los votos en la provincia por la cual postulan a ser elegidos.

## Gobierno local
El sistema político de Turquía está altamente centralizado. Sin embargo, como estado miembro del Consejo de Europa, Turquía tiene la obligación de implementar la Carta Europea de Autonomía Local. En su informe de 2011, el Comité de Seguimiento del Consejo de Europa encontró déficits fundamentales en la implementación, en particular la tutela administrativa y la prohibición del uso de idiomas distintos del turco en la prestación de servicios públicos.

## Judicial
La libertad e independencia del sistema judicial está protegida dentro de la constitución. No existe una organización, persona o institución que pueda interferir en el funcionamiento de los tribunales, y las estructuras ejecutivas y legislativas deben obedecer las decisiones de los tribunales. Los tribunales, que son independientes en el desempeño de sus funciones, deben explicar cada decisión sobre la base de las disposiciones de la Constitución, las leyes, la jurisprudencia y sus convicciones personales.

## Participación militar en la política
Los militares turcos desempeñan un papel político en la sombra, aunque importante, puesto que se consideran los guardianes de la naturaleza secular y unitaria de la República, aunque desde 2010, están bajo el mando del poder ejecutivo nacional. En el proceso de adhesión de Turquía a la Unión Europea, el papel de los militares en la política y en la sociedad turca ha sido criticado por dicha organización internacional. Se ha argumentado que el papel amplio que tienen los militares y su intervención en la política son obstáculos importantes para la democratización de Turquía. En respuesta se han hecho algunos progresos. A modo de ejemplo: los Tribunales de Seguridad del Estado han sido abolidos y se puso fin al estado de emergencia en la región del sudeste de Turquía.

## Partidos políticos de Turquía
Desde 1950, la política parlamentaria ha estado dominada por partidos conservadores, incluyendo al Partido de la Justicia y el Desarrollo (AKP) actualmente en el gobierno. El AKP, de tendencia demócrata-islamista, a la usanza de los partidos democristianos europeos —tiende a identificarse con la ideología política del DP (Demokrat Parti) de la década de 1950— fue fundado en 2001, y ganó las elecciones un año después. Impulsó las medidas necesarias que llevaron a que el 6 de octubre de 2004, la Comisión Europea diera el visto bueno a Turquía y aconsejara al Consejo de la Unión Europea iniciar negociaciones para adhesión de Turquía a la Unión Europea (UE).
La segunda fuerza política es el Partido Republicano del Pueblo (Cumhuriyet Halk Partisi -CHP-), el más importante de los partidos de centro-izquierda. La mayor parte de sus votantes proviene de la clase obrera (principalmente de la sindicada), los campesinos, las mujeres trabajadoras, los jóvenes urbanos, los universitarios, los funcionarios y los alevíes.